# Montefiore dell'Aso
Montefiore dell'Aso es una localidad y comune italiana de la provincia de Ascoli Piceno, región de las Marcas, con 2246 habitantes.

## Evolución demográfica
| Gráfica de evolución demográfica de Montefiore dell'Aso entre 1861 y 2001 |
|                                                                           |
| Fuente ISTAT - elaboración gráfica de Wikipedia                           |